# 维塔利·费多尔丘克
维塔利·瓦西里耶维奇·费多尔丘克（俄語：Виталий Васильевич Федорчук，1918年12月27日—2008年2月29日），乌克兰人，苏联政治人物，陆军大将军衔。曾任克格勃第三局局长、乌克兰苏维埃社会主义共和国克格勃主席、克格勃主席；苏联内政部长等职务。

## 生平
- 1918年12月27日出生于基辅省斯克维拉区奥希伊夫卡村的一个贫农家庭。
- 1934年-1936年，当地拖拉机站宣传部门工作，并在基辅州、日托米尔州地方报社兼职。
- 1936年-1939年3月，基辅加里宁高等军事通信工程学校学习。
- 1939年3月-6月，乌拉尔军区内务人民委员部特工部作战专员助理。
- 1939年6月-1942年3月，外贝加尔军区第82摩步师特工部副部长，随该师参加诺门罕战役。1940年加入联共（布）。1941年10月随部前往西线，隶属第5集团军。在莫扎伊斯克附近的战斗中负伤，经治疗后归队。
- 1942年3月-1943年9月，第92坦克旅特别处处长。
- 1943年9月-1949年12月，雅罗斯拉夫尔州施密尔舒、国家安全部副主任。期间，1944年-1949年12月，驻加里宁卫戍部队施密尔舒副局长。
- 1949年2月-1950年12月，苏联国家安全部莫斯科军区特工局局长。
- 1950年12月-1954年，驻奥地利苏军中央集群军事反间谍机关局长。
- 1954年-1955年7月，驻奥地利苏军中央集群军事反间谍机关局副局长。
- 1955年7月-1958年，莫斯科军区克格勃特特工局副局长。
- 1958年-1963年2月，莫斯科军区克格勃特特工局长。
- 1963年2月-1966年2月，苏军驻德集群克格勃特工部副部长。
- 1966年2月-1967年2月，苏军驻德集群克格勃特工部长。
- 1967年2月-1970年7月，苏联克格勃第三总局（军事反间谍）局长。
- 1970年7月-1982年5月，乌克兰苏维埃社会主义共和国克格勃主席兼苏联国家安全委员会（克格勃）委员。
- 1982年5月-12月，苏联克格勃主席。
- 1982年12月-1986年1月，苏联内务部长。同时晋升大将军衔。
- 1986年1月-1992年，苏联国防部监察组顾问。
- 1992年起退休。
- 2008年2月29日于莫斯科逝世，享年90岁。葬于戈洛文公墓。

费多尔丘克是苏共24-27大代表；第9-11届苏联最高苏维埃联盟院代表，第10届乌克兰苏维埃社会主义共和国最高苏维埃代表。

## 军衔
- 国家安全少尉（1939年晋升）
- 国家安全中尉（1940年晋升）
- 国家安全上尉（1941年晋升）
- 国家安全少校（1943年晋升）
- 中校（1947年晋升）
- 上校（1951年晋升）
- 少将（1958年2月18日晋升）
- 中将（196710月27日晋升）
- 上将（1970年12月14日晋升）
- 大将（1982年12月17日晋升）

## 荣誉
苏联：
- 列宁勋章（1977）
- 十月革命勋章（1971）
- 两次劳动红旗勋章（1973,1980）
- 一级卫国战争勋章（1985）
- 三次红星勋章（1943,1952）
- 保卫莫斯科奖章（1944）
- 战功奖章（1945）
- 保卫高加索奖章（1945）
- 守卫苏联国界有功奖章（1968）
- 巩固战斗友谊奖章（1981）
- 1941-1945年伟大卫国战争胜利二十周年奖章
- 1941-1945年伟大卫国战争胜利三十周年奖章
- 1941-1945年伟大卫国战争胜利四十周年奖章
- 苏维埃陆军海军三十周年奖章
- 苏联武装力量四十周年奖章
- 苏联武装力量五十周年奖章
- 苏联武装力量六十周年奖章
- 苏联武装力量七十周年奖章
- 苏联警察五十周年奖章
- 基辅建城一千五百周年奖章
- 纪念列宁诞辰一百周年奖章
- 一级圆满服役奖章
- 荣誉国家安全官奖章（1965）

东德：
- 一级为人民和祖国服务勋章（1970）
- 三级祖国功勋勋章（1975）

保加利亚：
- 一级1944年9月9日勋章（1974）

捷克斯洛伐克：
- 红旗勋章（1970）

波兰：
- 军官十字级复兴勋章（1972）
- 兄弟情谊奖章（1988）

蒙古：
- 苏赫巴托尔勋章
- 战功勋章（1969）
- 北极星勋章
- 蒙古人民军五十周年奖章

古巴：
- 革命武装力量建立三十周年奖章

俄联邦：
- 1941-1945年伟大卫国战争胜利五十周年奖章
- 1941-1945年伟大卫国战争胜利六十周年奖章
- 莫斯科建城八百五十周年奖章